# Joyce Lussu
Joyce Salvadori Paleotti (née à Florence le 8 mai 1912  et morte à Rome le  4 novembre 1998), mieux connue sous son nom d'épouse Joyce Lussu, est une écrivaine, traductrice et partisane italienne.

## Biographie
Joyce Lussu est née à Florence sous le nom de Gioconda Beatrice Salvadori Paleotti de parents d'origine anglaise établis dans les Marches . Son père, le comte Guglielmo Salvadori Paleotti, était un philosophe positiviste, anglophile et aristocrate. En tant qu'opposants au fascisme italien, la famille a déménagé à l'étranger. Joyce a fait ses études selon les principes de Rudolf Steiner en Allemagne, en France et au Portugal avant d'obtenir des diplômes en littérature à la Sorbonne et en philologie à Lisbonne ,.
Dans les années 1933-1938 ses voyages en Afrique donnent naissance à des engagements écologistes ; politiquement à gauche elle devient membre de l'organisation antifasciste Giustizia e Libertà. En 1938, à l'âge de 25 ans, elle rencontre Emilio Lussu, 47 ans, qui sera son compagnon, puis son deuxième mari, jusqu'à sa mort en 1975. Ils participent à la Résistance, pour laquelle elle reçoit la médaille d'argent à la valeur militaire.
Sa carrière littéraire, encouragée par Benedetto Croce, débute en 1939 avec le volume Liriche . 
Dans Fronti e frontiere, elle raconte la lutte menée avec Emilio Lussu pendant la Résistance. 
Sherlock Holmes, anarchici e siluri, est un écrit d'apocryphes holmesiens, publié en 1986. 
Traductrice de littérature d'avant-garde d'Asie et d'Afrique elle est notamment connue pour ses traductions du poète turc Nâzım Hikmet .
Joyce Lussu est décédée à Rome le 4 novembre 1998 à l'âge de 86 ans.